# アマトリーチェ地震 (1639年)
アマトリーチェ地震（1639年） は、1639年10月7日、当時のナポリ王国（現在のイタリア）アマトリーチェ 付近のトロント川上流の渓谷において発生した地震である。

## 経緯

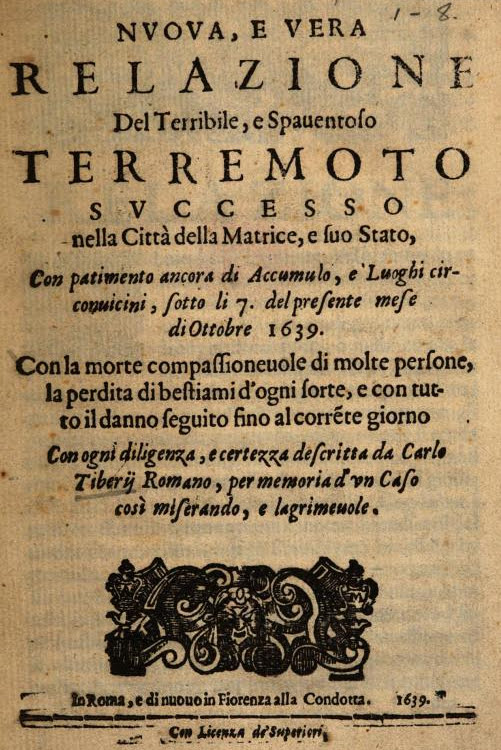
カルロ・ティベリ・ロマーノによる報告書「マトリーチェ及びその領土における恐ろしい地震についての新しく信頼できる報告（Nuova e vera relazione del terribile e spaventoso terremoto successo nella Città della Matrice e suo Stato）」（1639年、ローマにおいて公表）

地震の揺れは15分続き、約500人が死亡した（多くの遺体は瓦礫の下に残されたままであった）。損害は当時の金額で40万～100万スクード相当と推定されている 。オルシーニ家の一族は地震により破壊された街から避難した。
10月14日には強い余震が発生した。
多くの住民は郊外に避難しそこにテントを設置したが、サン・ドメニコ教会に避難した住民もいた。全壊した又は大きな被害を受けた建物には、オルシーニ家の邸宅（地震発生時にはオルシーニ家の一族は街を不在にしていた）、軍司令部（Palazzo del Reggimento） 、聖十字架教会、他の住居が含まれていた。住民は地震が収まるのを祈って、ロザリオの祈りを行い、行進（参考：en:Procession#Roman_Catholics）を行った。この地震により、当時の主な収入源であった乳牛にも大きな被害があったため、アマトリーチェは、ローマやアスコリ・ピチェーノへの人口の流出を余儀なくされた。
地震の影響は、カルロ・ティベリにより1639年に公表された報告書において詳細に記載されている。この報告書は同年のうちに改訂され第2版が公表された。

## 地震
イタリアは同じヨーロッパのギリシャやトルコと同様に地震の多い国であり、古代・中世以降の地震被害の記録が数多く残されている。とくにアマトリーチェを周辺とするアペニン山脈沿いの地域ではとくに地震が多く、1703年にラクイラで地震が起きている。イタリアで地震が多いのは、端的に言えばユーラシアプレートとアフリカプレートの境界部分にあたり断層が多いためであるが、この地域は地質構造が日本以上に複雑で、単純なプレートの沈み込みなどでは説明できない。